# Angelo Rinaldi

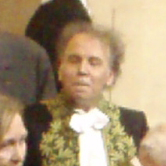
Angelo Rinaldi (2007)

Angelo Rinaldi (* 17. Juni 1940 in Bastia; † 7. Mai 2025 in Paris) war ein französischer Journalist, Schriftsteller und Mitglied der Académie française.

## Leben
Ange-Marie Rinaldi (Autorenname: Angelo Rinaldi) wuchs auf Korsika in bescheidenen Verhältnissen auf. Mit vier Jahren verlor er seinen Vater, der im Krieg von den Deutschen gefoltert worden war. Nach dem Baccalauréat war er Journalist in Bastia, dann 10 Jahre lang bei der Tageszeitung Nice-Matin in Nizza, wo er sich durch seine schonungslose Berichterstattung in scharf geschliffenem Stil Feinde machte. Er ging nach Paris und schrieb von 1972 bis 1998 Literaturkritik für die Wochenzeitung L’Express. Dort wurde er berühmt für seinen Kampf gegen die herrschenden Vertreter des Nouveau roman wie Marguerite Duras, Alain Robbe-Grillet, Claude Simon und für die Ehrenrettung zahlreicher nicht oder nicht mehr beachteter Autoren wie Alexandre Vialatte, Anatole France, Emil Cioran oder Jorge Luis Borges. 1998 wechselte er vom Express zum Nouvel Observateur und von dort 2003 zum Figaro littéraire (bis 2005). Seine literaturkritischen Chroniken sammelte er 1999, 2010 und 2012 in 3 starken Bänden. 2009–2011 war er Präsident der Vereinigung Défense de la langue française.
Ab 1969 veröffentlichte Rinaldi Romane, den ersten dank Maurice Nadeau im Verlag Denoël. Von seinen bislang (2020) 15 Romanen (auch in den Verlagen Gallimard, Fayard und Grasset) wurden mehrere preisgekrönt (u. a. mit dem Prix Femina) und in verschiedene Sprachen übersetzt (3 ins Deutsche). Die Kritik rückt seine Romane in die Nähe von Proust, Musil oder Henry James. 1994 erhielt er für sein Lebenswerk den Prix Prince-Pierre-de-Monaco. Im Juni 2001 wurde er in die Académie française gewählt (Sitz Nr. 20).
Im Mai 2025 starb er im Alter von 84 Jahren in Paris.

## Werke

### Romane
- La Loge du Gouverneur. Denoël, Paris 1969. (Prix Fénéon)
- La Maison des Atlantes. Denoël, Paris 1971. Folio, Gallimard 1973. (Prix Femina)
- L’Éducation de l’oubli. Denoël, Paris 1974.
- Les Dames de France. Gallimard, Paris 1977.
  - (deutsch) Les dames de France. Insel, Frankfurt am Main 1979. (auch spanisch)

- La Dernière Fête de l’Empire. Gallimard, Paris 1980. (Prix Marcel Proust)

- - (deutsch) Das letzte Fest des "Empire". Insel, Frankfurt am Main 1984. (auch italienisch und schwedisch)
- Les Jardins du Consulat. Gallimard, Paris 1984.
- Les Roses de Pline. Gallimard, Paris 1987. (auch italienisch, schwedisch und neugriechisch)
- La Confession des collines. Gallimard, Paris 1990.
- Les jours ne s’en vont pas longtemps. Grasset, Paris 1993.
  - (deutsch) Vergangen und doch so nah. Insel, Frankfurt am Main 1997.
- Dernières nouvelles de la nuit. Grasset, Paris 1993.
- Tout ce que je sais de Marie. Gallimard, Paris 2000.
- Où finira le fleuve. Fayard, Paris 2006.
- Résidence des Étoiles. Fayard, Paris 2009.
- Les souvenirs sont au comptoir. Fayard, Paris 2012.
- Torrent. Fayard, Paris 2016.

### Theater
- Laissez-moi vous aimer. Comédie en deux actes. Pierre-Guillaume de Roux, Paris 2018.